# Elmira (pueblo)
Elmira es un pueblo ubicado en el condado de Chemung en el estado estadounidense de Nueva York. En el año 2000 tenía una población de 7.199 habitantes y una densidad poblacional de 124.7 personas por km².

## Geografía
Elmira se encuentra ubicado en las coordenadas 42°5′30″N 76°50′2″O / 42.09167, -76.83389.

## Demografía
Según la Oficina del Censo en 2000 los ingresos medios por hogar en la localidad eran de $46,641, y los ingresos medios por familia eran $56,772. Los hombres tenían unos ingresos medios de $37,676 frente a los $29,473 para las mujeres. La renta per cápita para la localidad era de $26,335. Alrededor del 5.5% de la población estaban por debajo del umbral de pobreza.